# Гемлок-Фармс-Ком'юніті-Асосіейшен (Пенсільванія)
Гемлок-Фармс-Ком'юніті-Асосіейшен (англ. Hemlock Farms Community Association) — переписна місцевість (CDP) в США, в окрузі Пайк штату Пенсільванія. Населення — 3901 особа (2020).

## Географія
Гемлок-Фармс-Ком'юніті-Асосіейшен розташований за координатами 41°18′57″ пн. ш. 75°2′59″ зх. д. / 41.31583° пн. ш. 75.04972° зх. д. (41.315756, -75.049820).  За даними Бюро перепису населення США в 2010 році переписна місцевість мала площу 21,12 км², з яких 19,96 км² — суходіл та 1,16 км² — водойми.

## Демографія
Згідно з переписом 2010 року, у переписній місцевості мешкала 3271 особа в 1353 домогосподарствах у складі 1018 родин. Густота населення становила 155 осіб/км².  Було 3148 помешкань (149/км²).
Расовий склад населення:
| - 93,5 % — білих - 2,2 % — чорних або афроамериканців - 1,0 % — азіатів - 0,1 % — корінних американців - 1,7 % — осіб інших рас |

До двох чи більше рас належало 1,6 %. Частка іспаномовних становила 5,4 % від усіх жителів.
За віковим діапазоном населення розподілялося таким чином: 18,4 % — особи молодші 18 років, 50,1 % — особи у віці 18—64 років, 31,5 % — особи у віці 65 років та старші. Медіана віку мешканця становила 52,3 року. На 100 осіб жіночої статі у переписній місцевості припадало 97,5 чоловіків;  на 100 жінок у віці від 18 років та старших — 93,8 чоловіків також старших 18 років.
Середній дохід на одне домашнє господарство  становив 81 042 долари США (медіана — 65 670), а середній дохід на одну сім'ю — 95 192 долари (медіана — 81 563). За межею бідності перебувало 5,4 % осіб, у тому числі 1,2 % дітей у віці до 18 років та 3,8 % осіб у віці 65 років та старших.
Цивільне працевлаштоване населення становило 1421 особа. Основні галузі зайнятості: освіта, охорона здоров'я та соціальна допомога — 22,0 %, мистецтво, розваги та відпочинок — 15,1 %, будівництво — 9,1 %, роздрібна торгівля — 8,7 %.